# Aztec Camera
Aztec Camera – szkocki zespół wykonujący muzykę new wave założony w 1980 w Glasgow przez Roddy'ego Frame.
W pierwszym składzie zespołu występowali z nim basista Alan Welsh i perkusista David Mulholland, a po ich odejściu w latach 80. do zespołu dołączyli: basista Campbrll Owens, perkusista David Ruffy i gitarzysta Craig Gannon, którego miejsce w 1984 zajął Malcolm Ross.
Zespół początkowo nagrywał dla niezależnych wytwórni Postcard, Rough Trade i Big Beat. W 1983 muzycy wydali debiutancki album pt. High Land, Hard Rain oraz podpisali kontrakt z firmą WEA, po czym rozpoczęli współpracę z producentem, Markiem Knopflerem, z którym wydali album pt. Knife (1984). W 1987 wydali trzeci album, Love, a w 1990 – płytę pt. Stray.

## Członkowie
gitara, harmonijka, wokal
- Roddy Frame (1981–1995)

Bass
- Campbell Owens (1981–1985, 1990)
- Will Lee (1987)
- Paul Powell (1990–1993)
- Clare Kenny (1990–1993)
- Gary Tibbs (1993)
- Yolanda Charles (1995)

Gitara
- Craig Gannon (1983–1984)
- Malcolm Ross (1984)
- Gary Sanford (1987–1991)

Klawisze
- Bernie Clarke (1981–1983)
- Tony Mansfield (1983)
- Eddie Kulak (1984–1990)
- Rob Mounsey (1987)
- Gary Sanctuary (1990–1993)
- Mark Edwards (1995)

Perkusja
- Dave Mulholland (1981)
- John Hendry (1982)
- Dave Ruffy (1983–1988)
- Dave Weckl (1987)
- Kevin Smith (1988)
- Frank Tontoh (1990)
- David Palmer (1993)

## Dyskografia

### Albumy studyjne
- High Land, Hard Rain (1983)
- Knife (1984)
- Love (1987)
- Stray (1990)
- Dreamland (1993)
- Frestonia (1995)

### Single
| Año  | Single                              | UK singles | UK indie | U.S. Modern Rock | Álbum                |
| ---- | ----------------------------------- | ---------- | -------- | ---------------- | -------------------- |
| 1981 | "Just Like Gold"                    | -          | 10       | -                | -                    |
| 1981 | "Mattress of Wire"                  | -          | 8        | -                | -                    |
| 1982 | "From Pillar to Post"               | -          | 4        | -                | High Land, Hard Rain |
| 1983 | "Oblivious"                         | 47         | 1        | -                | High Land, Hard Rain |
| 1983 | "Walk Out to Winter"                | 64         | 3        | -                | High Land, Hard Rain |
| 1983 | "Oblivious" (re-issue)              | 18         | -        | -                | High Land, Hard Rain |
| 1984 | "All I Need Is Everything" / "Jump" | 34         | -        | -                | Knife                |
| 1984 | "Still on Fire"                     | 83         | -        | -                | Knife                |
| 1987 | "Deep & Wide & Tall"                | 55         | -        | -                | Love                 |
| 1988 | "How Men Are"                       | 25         | -        | -                | Love                 |
| 1988 | "Somewhere in My Heart"             | 3          | -        | -                | Love                 |
| 1988 | "Working in a Goldmine"             | 31         | -        | -                | Love                 |
| 1990 | "The Crying Scene"                  | 70         | -        | 3                | Stray                |
| 1990 | "Good Morning Britain"              | 19         | -        | 12               | Stray                |
| 1992 | "Spanish Horses"                    | 52         | -        | -                | Dreamland            |
| 1993 | "Dream Sweet Dreams"                | 67         | -        | -                | Dreamland            |
| 1993 | "Birds"                             | -          | -        | -                | Dreamland            |
| 1995 | "Sun"                               | -          | -        | -                | Frestonia            |